# Martin Brenner

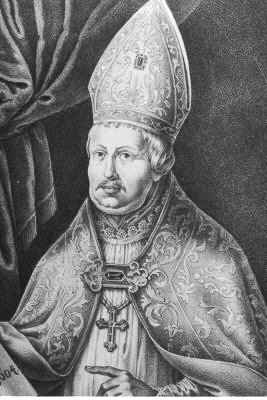
Bischof Martin Brenner

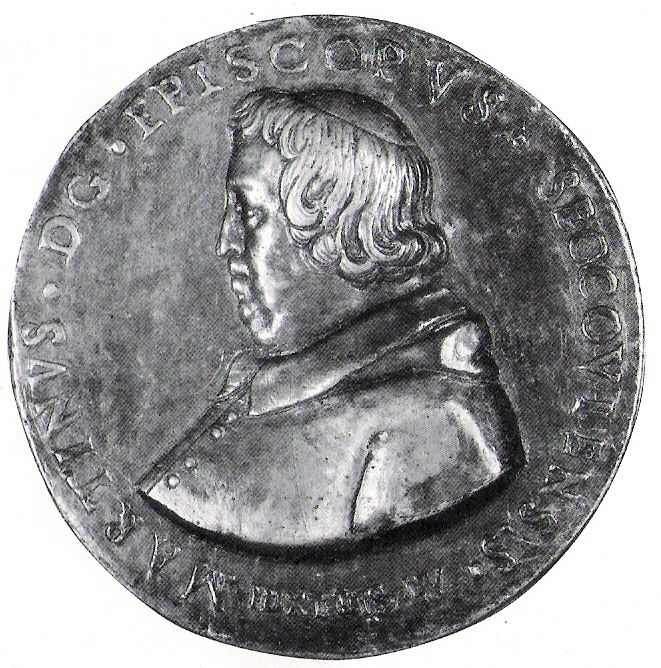
Martin Brenner auf einer Münze von 1612

Martin Brenner oder Prenner (* 11. November 1548 in Dietenheim, Württemberg; † 14. Oktober 1616 in Leibnitz, Steiermark) war 1585 bis 1615 katholischer Fürstbischof der Diözese Seckau. Auf ihn geht die Rekatholisierung der Steiermark und Kärntens im Zuge der Gegenreformation um 1600 zurück.

## Leben

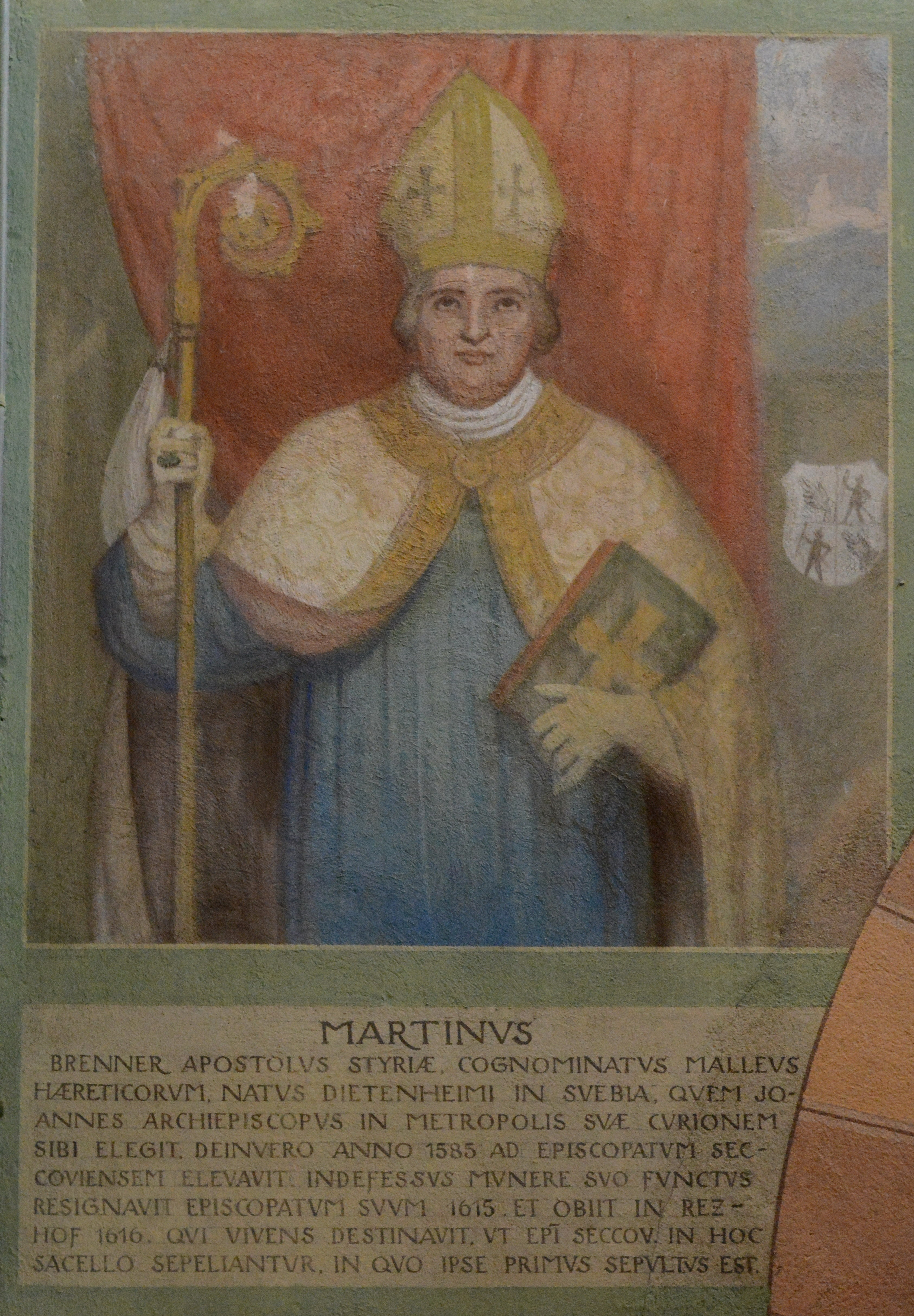
Basilika Seckau, Bischofskapelle, Halbfigurenportrait Bischof Martin Brenner (Darstellung um 1595)

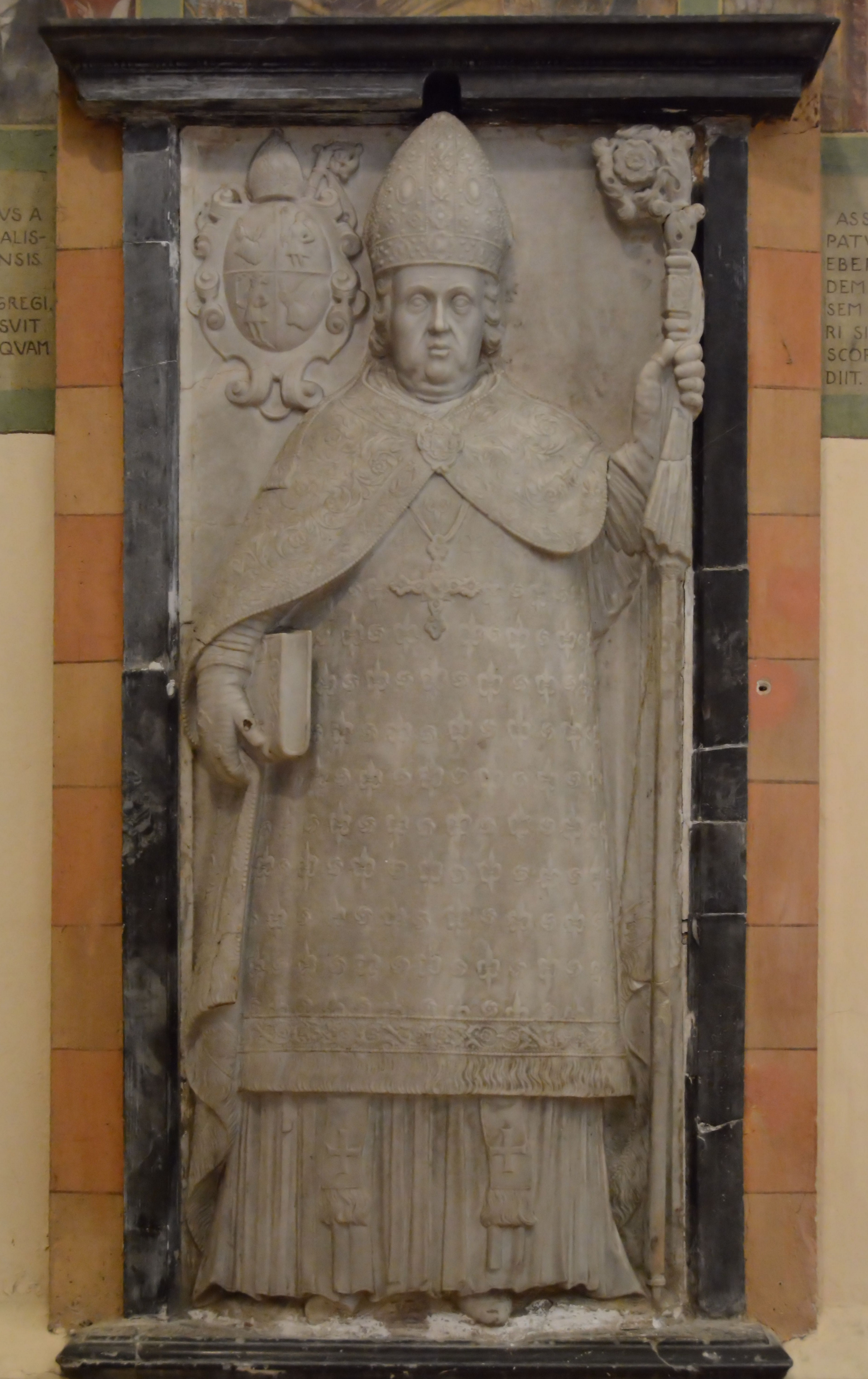
Basilika Seckau, Bischofskapelle, Epitaph für Bischof Martin Brenner (1618)

Er war das siebte von neun Kindern des Metzgermeisters Lorenz Brenner und der Walburga geb. Knöpflin und besuchte die Pfarrschule in Dietenheim, ab 1561 die Lateinschule in Ulm. Ab 1566 war er in Dillingen, wo er die altklassischen Fächer studierte. Ab 1570 studierte er an der Universität in Ingolstadt, wo er auch Präzeptor der Grafen von Montfort und der mit ihnen verschwägerten Barone Fugger wurde. Den Söhnen der Montfort und Fugger folgte Brenner 1572 nach Padua und 1574 in weitere italienische Städte. 1575 war er als Erzieher des Grafen Wolfgang von Montfort und der Söhne des Grafen Johann Fugger-Kirchberg zurück in Ingolstadt. 1578 wurde Wolfgang von Montfort Rektor in Ingolstadt, Brenner wurde Vizerektor und im darauf folgenden Semester selbst Rektor. Im Jahr 1579 begleitete er seine Schüler erneut nach Padua und kam mit diesen 1581 weiter nach Pavia, wo er zum Doktor der Theologie promovierte. 1582 wurde er Seminarrektor in Salzburg, im folgenden Jahr dort nach seiner Priesterweihe auch Stadtpfarrer. 1585 erhielt er ein Kanonikat in Freising, das er jedoch wegen der darauf folgenden Ereignisse nicht mehr antrat.
In der Osterwoche 1585 ernannte der Erzbischof von Salzburg Martin Brenner zum Bischof von Seckau. Außerdem wurde Brenner im Juni 1585 in den steirischen Landtag aufgenommen. 1591 wurde Brenner zum Generalvikar des steirischen Diözesangebietes Salzburg. 1595 wurde sein Bistum Seckau durch eine Schenkung Erzbischof Wolf Dietrichs um Schloss Seggau und die Herrschaft Leibnitz vergrößert.
Brenner setzte sich auf dem Regensburger Reichstag von 1597/98 für die Förderung der steirischen Grenzgebiete zur Abwehr der Türkengefahr ein, lehnte jedoch das ihm 1597 angetragene Amt als Statthalter von Innerösterreich ab. Vielmehr unterstützte er Erzherzog Ferdinand bei der Durchführung der Gegenreformation. In der Steiermark und Oberkärnten wurden lutherische Prediger durch militärisch verstärkte Kommissionen vertrieben und reformatorische Bücher verbrannt. Die Gläubigen mussten einen Eid auf den katholischen Glauben leisten oder wurden zur Auswanderung gezwungen. Brenner, der seit 1600 die Führung über die Religions-Reformationskommissionen hatte, vollbrachte die Gegenreformation der gesamten Steiermark binnen eines halben Jahres und wurde der „Malleus haereticorum“ (Ketzerhammer) genannt. Wegen seiner Predigten und der Reform des Klerus bekam er in der katholischen Kirche den Titel „Apostel der Steiermark“.
Vom 5. April bis 28. Juli 1604 wurde unter seiner Leitung auch die zweite Reformation von Klagenfurt durchgeführt, nachdem sich die Gegenreformation in Kärnten dort als am wenigsten erfolgreich herausgestellt hatte. Brenner selbst predigte während dieser Monate an Sonn- und Feiertagen in der Stadtpfarrkirche, dazwischen zitierte er abtrünnige Bürger zu sich und drängte sie zur Bekehrung. Bezüglich der Besetzung der Stadtämter setzte er durch, dass diese künftig durch Katholiken besetzt werden sollten; einige wenige Ratsbürger, unter ihnen der Stadtrichter Siegmund Laubinger wanderten daraufhin noch im selben Jahr aus. Insgesamt hatte dieser Reformationsversuch die religiösen Überzeugungen der Klagenfurter nicht nachhaltig verändert, so stellte der Landeshauptmann 1616 in einem Gutachten fest, dass kaum einer der Stadträte richtig katholisch sei, und schon 1622 wurde ein Protestant zum Bürgermeister gewählt.
Bis auf in Klagenfurt hatten seine Bestrebungen zur Gegenreformation in der Steiermark und in Kärnten nachhaltigen Erfolg, insbesondere auch deswegen, da Brenner in den rekatholisierten Gegenden ab 1602 den Katechismusunterricht nach Petrus Canisius förderte, außerdem auch die Einhaltung der Ehegesetzgebung sowie die Durchführung der Kommunion und der Krankensalbung. Innerhalb seiner 30 Jahre als Bischof weihte er zwölf Kirchenneubauten, deren kunstfertiger Schmuck aus der Zeit des beginnenden Barock durchaus Brenners Ansinnen nach würdig ausgestalteten Gottesdiensten entsprach. Brenner war außerdem Förderer des Jesuitenordens, stiftete diesem insgesamt drei Studienplätze und warb bei anderen Würdenträgern um gleichartige Stiftungen.
In seinen späten Jahren verhinderten Brenners Körperfülle und einige darauf zurückzuführende Leiden die Umsetzung einiger seiner Vorhaben. So konnte er an einigen Prozessionen nicht mehr teilnehmen und zur Berichterstattung über sein Amt auch 1608 nicht mehr nach Rom reisen. 1609 wurde er geheimer Rat, legte jedoch aus gesundheitlichen Gründen gegen seine Ernennung Protest ein. 1612 versuchte er vergeblich, das Generalvikariat abzugeben. 1615 verzichtete er schließlich auf das Bischofsamt zugunsten seines Neffen Jakob Eberlein, blieb aber vorläufig als Altbischof noch am Bischofssitz. Im Sommer 1616 zog er sich auf das Landgut Retzhof bei Leibnitz zurück, wo er alsbald erkrankte und am 14. Oktober verstarb. Sein Leichnam wurde nach einem Aufschub wegen des eben stattgefundenen Landtages am 10. November 1616 nach Seckau übergeführt, wo er am Folgetag in der Bischofskapelle beigesetzt wurde.

## Werke
- Predigten. Graz 1601 und 1603